# Îles Midway
Pour les articles homonymes, voir Midway.
Les îles Midway, en anglais Midway Islands ou Midway Atoll, en hawaïen Pihemanu, aussi appelé atoll Midway[réf. souhaitée]) sont un atoll d'une superficie de 6,2 km2, situé dans le centre de l'océan Pacifique nord. Il est localisé à 1 898 km au nord-est de Wake Island et  à 2 113 km à l'ouest-nord-ouest de Honolulu, la capitale de l'État d'Hawaï. Ce petit ensemble insulaire est le plus à l'ouest (hors l'atoll de Kure) des îles et atolls composant les îles hawaïennes du Nord-Ouest (ou îles Sous-le-Vent). L'archipel, ainsi que les eaux environnantes, fait partie du refuge faunistique national de l'Atoll-Midway, une des composantes du site du patrimoine mondial et monument national marin de Papahānaumokuākea, qui est administré par l'United States Fish and Wildlife Service. Ce récif corallien ceinture un lagon (le Deep lagon) et est bordé au sud par trois îles, Sand Island, la plus grande, et Eastern Island où se trouvait jadis une piste d'atterrissage. Ces deux îles en encadrent une troisième plus petite, Spit Island.
Elles font partie de l'ensemble Îles mineures éloignées des États-Unis (code ISO 3166-1:UM). L'aérodrome des îles Midway a pour code PMDY, selon la liste des codes OACI des aéroports. 
Les îles Midway sont notamment connues pour une bataille navale qui fut l'un des tournants de la Seconde Guerre mondiale.

## Géologie et géographie

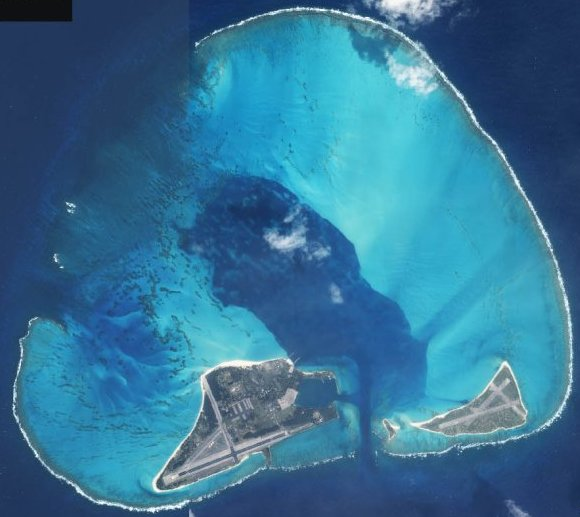
Vue satellite des îles Midway.

Les îles Midway font partie d'une chaîne d'îles volcaniques, d'atolls et de monts sous-marins s'étendant de l'île d'Hawaii jusqu'à l'extrémité occidentale de la fosse des Aléoutiennes et connue sous le nom de chaîne sous-marine Hawaï-Empereur. Les îles Midway se sont formées il y a environ 28 millions d'années quand le plancher sous-marin sous lui se trouva sous le même point chaud qui forma l'île d’Hawaï. En fait, elles étaient autrefois un volcan bouclier peut-être aussi grand que l'île de Lana'i. Comme le volcan superposait des coulées de lave, cela fit émerger une île ; son poids enfonça la croûte terrestre et l'île lentement s'affaissa, sur une période de plusieurs millions d'années, un processus connu sous le nom d'ajustement isostasique. Comme l'île s'enfonçait sous le niveau de la mer, un récif corallien fut capable de se maintenir autour de l'ancienne île volcanique juste à hauteur du niveau de la mer, grâce à un accroissement constant de son épaisseur. Ce récif a maintenant plus de 160 m d'épaisseur. Il comprend principalement des calcaires post-Miocène avec une couche de sédiments du Miocène supérieur (tertiaire g) et des calcaires du Miocène inférieur (supérieur e) au fond, recouvrant les basaltes. Ce qui reste aujourd'hui est un atoll en eau peu profonde d'environ 10 km de diamètre.
L'atoll possède environ 32 km de routes, 7,8 km de pipelines, un port à Sand Island (World Port Index Nr. 56328, MIDWAY ISLAND) et une piste d'atterrissage active (06/24, environ 2 700 mètres de long. En 2004, l'aérodrome d'Henderson des îles Midway a été désigné comme aéroport de déroutement d'urgence pour les avions volant sous la réglementation Extended range operations by twin-engined aeroplanes. Cependant, l'United States Fish and Wildlife Service ferma toute activité aéroportuaire le 22 novembre 2004, l'accès du public fut rétabli au début de mars 2008.
La piste d'atterrissage d'Eastern Island est un terrain d'aviation abandonné, utilisé par les forces américaines durant la bataille de Midway du 4 au 6 juin 1942. Elle est principalement constituée de plaques d'acier perforées et installées par les Seabees de l'US Navy.

## Histoire

### XIXesiècle

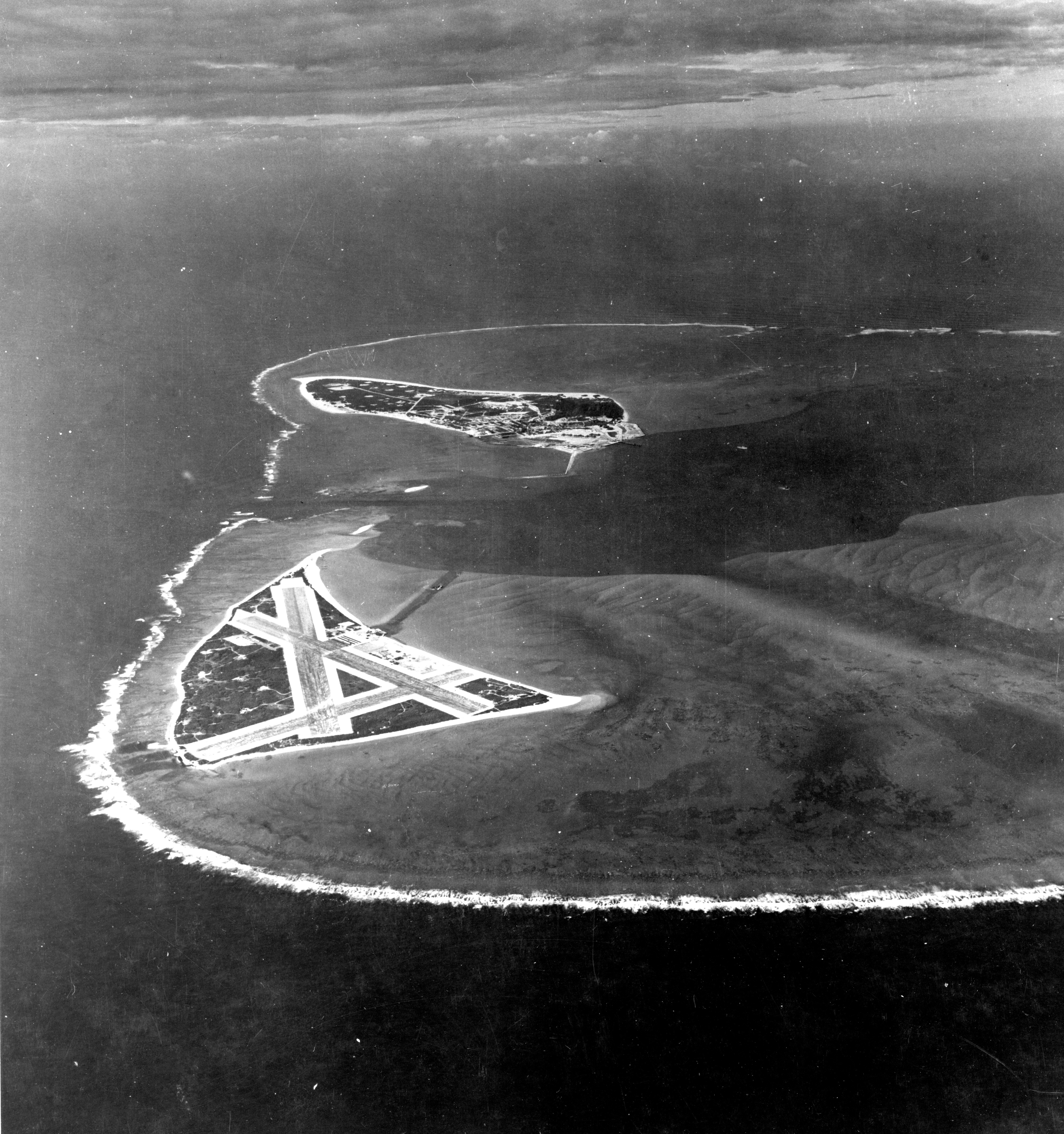
Midway en novembre 1941.

L'atoll fut découvert le 5 juillet 1859 par le capitaine N.C. Middlebrooks, plus connu sous le nom de capitaine Brooks, commandant du phoquier Gambia. Les îles furent nommées d'après lui les « Middlebrook Islands » ou les « Brook Islands ». Brooks déclara Midway américaine au nom du Guano Islands Act de 1856, qui autorisaient les Américains à occuper temporairement les îles inhabitées pour récolter du guano. Le 28 août 1867, le capitaine William Reynolds de l'USS Lackawanna prit formellement possession de l'atoll pour les États-Unis, le nom changea en « Midway » (mi-chemin) peu de temps après. L'atoll devient la première île du Pacifique annexée par le gouvernement américain, comme territoire non incorporé des îles Midway et administré par l'US Navy. Midway est le seul atoll de tout l'archipel d'Hawaii qui ne fasse pas partie de l'État américain d'Hawaii.
La première tentative d'« installation » fut faite en 1871 quand la Pacific Mail Steamship Company lança un projet pour percer un canal à travers la barrière du lagon, utilisant de l'argent débloqué par le Congrès américain. Le but était d'établir une station d'approvisionnement de charbon au milieu de l'océan évitant les taxes élevées imposées dans les ports contrôlés par les Hawaiiens. Le projet fut rapidement un échec et l'USS Saginaw évacua les derniers ouvriers en octobre 1871. Le bateau heurta les récifs à l'atoll de Kure et l'équipage fut secouru à l'exception de quatre hommes partis avec un 5e chercher de l'aide vers Hawaii sur une chaloupe. Ils atteignirent Kauai mais le bateau se retourna au large des côtes et seul William survécut et put demander des secours.

### Début duXXesiècle
En 1903, des ouvriers de la Commercial Pacific Cable Company s'installèrent sur l'atoll dans le but de tirer un câble télégraphique trans-pacifique. Ces ouvriers introduisirent beaucoup d'espèces exogènes sur l'île dont des canaris, des cycas, des pins de l'île Norfolk, des casuarinas, des cocotiers et divers arbres à feuilles caduques, ainsi que des fourmis, cafards, termites, mille-pattes, et d'innombrables autres insectes.
Cette année-là, le président Theodore Roosevelt plaça l'atoll sous le contrôle de l'US Navy, qui le 20 janvier 1903 ouvrit une station de radio en réponse aux plaintes des travailleurs de la compagnie de câbles qui se plaignaient de squatters et braconniers japonais. Entre 1904 et 1908, Roosevelt stationna 21 Marines sur l'île pour arrêter la destruction des oiseaux et maintenir la sécurité des îles Midway comme possession américaine et protéger la station du câble.
En 1935, ce fut le début du China Clipper et des hydravions opérés par la Pan American Airlines. Ils volaient d'île en île, de San Francisco jusqu'en Chine, fournissant le plus rapide et le plus luxueux moyen de transport vers l'Orient et amenant donc des touristes sur les îles Midway jusqu'en 1941. Seuls les plus fortunés pouvaient s'offrir un voyage sur un Clipper, qui dans les années 1930 coûtait trois fois le salaire annuel moyen d'un Américain. En route entre Honolulu et Wake, les hydravions atterrissaient sur l'atoll puis ils étaient tirés vers le lagon et amarrés à un flotteur. Les touristes étaient alors transférés dans un petit bateau à moteur vers un quai où les attendaient des petits wagons en bois qui les amenaient à l'hôtel Pan Am ou « Gooneyville Lodge », nommé d'après le « Gooney » (albatros) omniprésent sur l'atoll.

### Seconde Guerre mondiale
Les îles Midway ont été le cadre d'une bataille de la Seconde Guerre mondiale au large de l'atoll.

#### Premiers bombardements japonais

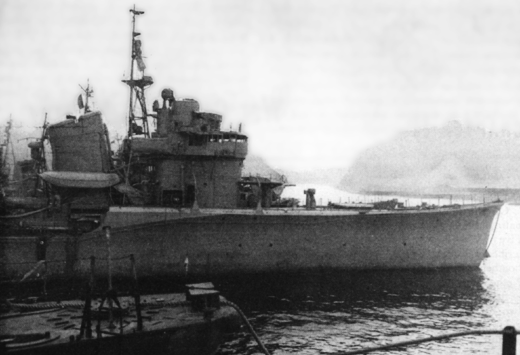
Le destroyer japonais Ushio.

Le 7 décembre 1941 au matin, le même jour que l'attaque de Pearl Harbor, les destroyers de la Marine impériale japonaise Ushio et Sazanami bombardèrent Midway. Les US Marines ripostèrent avec leurs batteries d'artillerie et réussirent à endommager un destroyer japonais lorsque celui-ci fut à portée,. Le Ushio et le Sazanami firent usage de leurs leurres en déployant un important écran de fumée afin de battre en retraite. Quatre Américains furent tués lors du raid, dont le lieutenant-général George H. Cannon, commandant la garnison de Midway. En février 1942, un sous-marin japonais bombarda également Midway, mais ce raid s'avéra sans succès.

#### Bataille aéronavale de Midway
Le 5 juin 1942, les îles Midway ont été le théâtre d'une importante bataille aéronavale conclue par la victoire de l'US Navy et de l'USAAF commandées par les amiraux Chester Nimitz, Frank J. Fletcher et Raymond Spruance, sur la marine impériale japonaise commandée par les amiraux Isoroku Yamamoto et Chuichi Nagumo. Cette bataille marqua un tournant dans la guerre du Pacifique.
L'atoll fut occupé par des forces militaires américaines du 1er août 1941 jusqu'en 1945.

### Guerres de Corée et du Viêt Nam
En 1950, la Navy mit la base aéronavale des îles Midway hors service mais la réactiva avec le déclenchement de la guerre de Corée. Des milliers de soldats transitèrent par l'atoll, les avions ou bateaux qui les transportaient devant faire le plein de carburant ou des réparations d'urgence. De 1968 au 10 septembre 1993, les îles Midway possédaient des installations de l'aéronavale américaine. Durant la guerre froide, les États-Unis installèrent une station d'écoute sous-marine sur l'atoll pour pister les sous-marins soviétiques. L'installation demeura secrète jusqu'à sa destruction à la fin de la guerre froide. Des avions radars WV-2 (Lockheed EC-121K Warning Star) « Willy Victor » de l'US Navy volaient jour et nuit comme extension de la ligne DEW Line (Distant Early Warning) et des champs d'antenne couvraient les îles. Environ 3 500 personnes vivaient sur Sand Island.
L'atoll servit aussi de base lors de la guerre du Viêt Nam. En juin 1969, le président Richard Nixon y tint une réunion secrète avec le président sud-vietnamien Nguyen Van Thieu dans la maison de l'officier en chef ou « Midway House ».

Vue panoramique du paysage de l'Eastern Island.

## Environnement

### Faune
Cet atoll est fréquenté par plusieurs espèces d'albatros fortement menacées, notamment l'Albatros de Laysan, l'Albatros à pieds noirs et le rare Albatros à queue courte. Ces trois espèces nichent sur ces iles. Bien que ce sanctuaire du monde marin soit l'un des plus éloignés des terres (à plus de 2 000 milles marins du continent le plus proche), les albatros (dont des poussins) sont nombreux à y mourir d'inanition après avoir ingéré parfois plusieurs dizaines d'objets en plastique (bouchons, morceaux de stylos, jouets pour enfants, débris de récipients...). Ces objets, apportés par les parents à leurs poussins comme s'il s'agissait de nourriture (ils étaient couverts d'œufs ou d'organismes marins comestibles), à la différence des os ou arêtes avalés par les oiseaux ne peuvent être dissous par les sucs digestifs, ni sortir de l'estomac des poussins qui en meurent.

### Flore
Depuis sa découverte, on a recensé 354 espèces de plantes vasculaires sur l'atoll, dont 264 espèces étaient toujours présentes lors du recensement de 1999. L'atoll comprenait avant sa découverte seulement 37 espèces indigènes, dont 24 espèces sont toujours présentes. De ces dernières neuf sont endémiques de l'archipel d'Hawaï et aucune n'est propre à Midway.
Les principales plantes indigènes sont Scaevola sericea, Tournefortia argentea, Ipomoea pes-caprae, Pycreus polystachyos, et Eragrostis paupera. Quant aux espèces introduites, les plus envahissantes sont le Filao (Casuarina equisetifolia), Verbesina enceloides, Euphorbia cyanospora, le Leucaena leucocephala, l'Alysson maritime (Lobularia maritima), Stenotaphrum secundatum, Lepidium virginicum et le Chiendent pied de poule (Cynodon dactylon).

## Drapeau

Drapeau local des îles Midway

L'atoll n'a officiellement aucun drapeau attribué. C'est le drapeau des États-Unis qui est utilisé pour toutes les organisations nationales.
Il existe toutefois un drapeau représentant un oiseau volant sur un fond bleu foncé et bleu clair, séparé par une petite bande blanche. Le bleu clair représente la couleur de l'eau, qui montre la faible profondeur des eaux, puisqu'il s'agit d'un atoll. Le bleu foncé représente le ciel. Entre les deux, une bande blanche qui doit représenter l'atoll, la couleur de l'écume lorsqu'elle percute le corail. L'oiseau qui est représenté est un albatros, plus précisément un albatros de Laysan qui vit exclusivement dans l'océan Pacifique et surtout à Hawaii.
Ce drapeau a été dessiné par l'équipe du refuge faunique national. Il est utilisé uniquement lors de la cérémonie du Memorial Day et notamment le 7 décembre 2001 pour représenter l'île lors de la cérémonie au mémorial de l'USS Arizona commémorant les 60 ans de l'attaque de Pearl Harbor.